# Lill-Svarttjärnen (Stigsjö socken, Ångermanland)
Lill-Svarttjärnen är en sjö i Härnösands kommun i Ångermanland och ingår i Ångermanälven-Gådeåns kustområde. Sjöns area är 0,037 kvadratkilometer och den är belägen 191 meter över havet.